# Notoplites damicornis
Notoplites damicornis är en mossdjursart som beskrevs av Hayward och Ryland 1978. Notoplites damicornis ingår i släktet Notoplites och familjen Candidae. Inga underarter finns listade i Catalogue of Life.